# David Greene (regista)
David Greene, all'anagrafe Lucius David Syms Brian Lederman (Manchester, 22 febbraio 1921 – Ojai, 7 aprile 2003), è stato un regista, produttore cinematografico e sceneggiatore britannico.
Fu produttore e regista di molti film per la televisione come L'angelo vendicatore (1985), Il sopravvissuto (1987) e Che fine ha fatto Baby Jane? (1991). Lavorò anche come attore, recitando in Strada senza ritorno (1948), La madonnina d'oro (1949) e Campo 111 (1950).

## Biografia
Nato con il nome Lucius David Syms Brian Lederman a Manchester, emigrò a Toronto, Canada, nel 1953 per trasferirsi in seguito a Hollywood.
 
Il suo primo lavoro fu quello di reporter per il Walthamstow Guardian. Ma il lavoro di giornalista non era nelle sue corde. Fece diversi mestieri prima di firmare per la Marina Mercantile allo scoppio della seconda guerra mondiale. In seguito, si occupò della pubblicità del londinese Everyman Theatre trovando finalmente nello spettacolo la sua strada. Cominciò a recitare, prendendo parte a lavori di repertorio anche all'Old Vic per una o due stagioni e ad alcuni film.
Mentre era in tournée in Canada nel 1952, Greene decise di accettare una proposta della Canadian Broadcasting Company di lavorare per la televisione. Emigrò ufficialmente in Canada nel 1953 per trasferirsi, tre anni dopo, a New York. Alla fine del decennio, era uno dei più ricercati registi televisivi.
Lavorando sulle due sponde dell'Atlantico, diresse delle serie televisive di successo come Sir Francis Drake (sette episodi, del 1961-1962 e La parola alla difesa (tredici episodi, dal 1962 al 1965).
 Occasionalmente, diresse dei film, alcuni dei quali di rilievo. La porta sbarrata, del 1967, era una storia macabra, basata su H.P. Lovecraft con Oliver Reed, Gig Young, Carol Lynley, Flora Robson. In Sebastian, un thriller di spionaggio del 1968, diresse Dirk Bogarde, Susannah York e Lilli Palmer. Nello stesso anno, girò Uno sporco imbroglio, ambientato tra poliziotti corrotti e criminali, nella swinging London degli anni sessanta, film interpretato da Michael York e Jeremy Kemp.

Dagli anni settanta, Greene tornò a lavorare negli Stati Uniti, soprattutto per la televisione, occasionalmente anche come produttore o produttore esecutivo.

## Filmografia parziale

### Regista
- Ai confini della realtà (The Twilight Zone) – serie TV 1 episodio (1962)
- La porta sbarrata (The Shuttered Room) (1967)
- Sebastian (1968)
- Uno sporco imbroglio (1968)
- I Start Counting (1969)
- L'uomo della porta accanto (1970)
- Attenti a quei due (The Persuaders!) - serie televisiva (1971)
- Agente segreto al servizio di madame Sin (Madame Sin) (1972)
- Godspell (Godspell: A Musical Based on the Gospel According to St. Matthew) (1973)
- Il conte di Montecristo (The Count of Monte-Cristo) - film televisivo (1975)
- London Conspiracy (1976)
- Radici (Roots) - episodio 1 (1977)
- Salvate il Gray Lady (Gray Lady Down) (1978)
- Una vacanza all'inferno (A Vacation in Hell) - film televisivo (1979)
- Paese selvaggio (Hard Country) (1981)
- Tre assi per un omicidio (Rehearsal for Murder) - film televisivo  (1982)
- Delitto incrociato (Guilty Conscience) - film televisivo (1985)
- All'ombra della Casa Bianca (The Betty Ford Story) - film televisivo (1987)
- Sacrificio d'amore (Small Sacrifices) (1989)
- Una famiglia in pericolo - film televisivo (1991)
- Che fine ha fatto Baby Jane? (What Ever Happened to Baby Jane?) - film televisivo (1991)
- Solo per il tuo bene (Beyond Obsession) (1994)
- La principessa triste (Princess in Love) - film televisivo (1996)

### Sceneggiatore
- Agente segreto al servizio di madame Sin (Madame Sin), regia di David Greene (1972)
- Godspell (Godspell: A Musical Based on the Gospel According to St. Matthew), regia di David Greene (1973)

### Attore
- La madonnina d'oro, regia di Luigi Carpentieri e Ladislao Vajda (1949)
- Strada senza ritorno (The Small Voice), regia di Fergus e Burgess McDonnell (1948)

## Premi e riconoscimenti
- Primetime Emmy Awards
  - 1969 - Migliore regia di una serie drammatica - CBS Playhouse, episodio The People Next Door
  - 1976 - Migliore regia di una serie drammatica - Il ricco e il povero (Rich Man, Poor Man), episodio Part I: Chapters 1 & 2
  - 1977 - Migliore regia di una serie drammatica - Radici (Roots), episodio Part I